# 萨伊德之死
哈立德·穆罕默德·赛义德（阿拉伯语：خالد محمد سعيد，1982年1月27日－2010年6月6日）是一名埃及男子，他于2010年6月6日在亚历山大港死于警察拘留所，結果他的尸体照片传遍了整个网络，激起了人们對埃及安全部队的愤怒，並最終引發2011年埃及革命。2011年10月，两名埃及警察因殴打赛义德致死被认定犯有过失杀人罪  ，并被判处七年监禁。2014年3月3日，他们被重审，并被判处十年监禁。